# اليوم العالمي للتربة
اليوم العالمي للتربة (بالإنجليزية: World Soil Day)‏ أو يوم التربة العالمي يشير الاختصار إلى (WSD) هو يوم توعية يُعقد سنويا في 5 ديسمبر من كل عام حيثُ يُسلط الضوء على أهمية التربة الصحية والدعوة إلى الإدارة المستدامة لموارد التربة.

## التربة
التربة هي الطبقة السطحية الهشة أو المفتتة التي تغطي سطح الأرض. تتكون التربة من مواد صخرية مفتتة خضعت من قبل للتغيير بسبب تعرضها للعوامل البيئية والبيولوجية والكيمائية، ومن بينها عوامل التجوية وعوامل التعرية. ومن الجدير بالذكر أن التربة تختلف عن مكوناتها الصخرية الأساسية والتي يرجع السبب في تغييرها لعمليات التفاعل التي تحدث بين الأغلفة الأربعة لسطح الأرض؛ وهي الغلاف الصخري والغلاف المائي والغلاف الجوي والغلاف الحيوي. ونستنتج من ذلك أن التربة تعد مزيجًا من المكونات العضوية والمعدنية التي تتألف منها التربة في حالاتها السائلة (الماء) والغازية (الهواء). ذلك، حيث تحتفظ المواد التي تتألف منها التربة بين حبيباتها المتفككة بفجوات مسامية (أو ما يُعرف بمسام التربة) وهي بذلك تُشكل هيكل التربة الذي تملؤه هذه المسام. وتتضمن هذه المسام المحلول المائي (السائل) والهواء (الغاز). ووفقًا لذلك، فإنه ينبغي أن يتم التعامل غالبًا مع أنواع التربة على اعتبار أنها نظام يتألف من ثلاثة أطوار. وتتراوح كثافة معظم أنواع التربة بين 1 و2 جرام/سنتيمتر مكعب. كما تُعرف التربة أيضًا باسم الأرض ؛ وهي المادة التي اشتق منها كوكب الأرض الذي نحيا عليه اسمه. يرجع تاريخ بعض المواد التي تتكون منها التربة في كوكب الأرض إلى ما قبل الحقبة الجيولوجية الثالثة ولكن معظم هذه المواد لا يرجع تاريخها إلى ما قبل العصر البليستوسيني (وهو أحد العصور الجليدية وأكثرها حداثة).

## أهداف اليوم العالمي للتربة
- الوعي بأهمية صون النظم البيئية الصحية ورفاهية الإنسان من خلال مواجهة التحديات المتزايدة في إدارة التربة.
- وقف تملح التربة وصوديوميتها وزيادة إنتاجيتها.
- التعريف بأهمية التربة وتشجيع المجتمعات على تحسين سلامة التربة.
- الحفاظ على التربة، وحماية التنوع البيولوجي للتربة.

## تاريخ الاحتفال
اليوم العالمي للتربة يحتفل به في 5 ديسمبر.
منذ عام 2014 م، أوصى الاتحاد الدولي لعلوم التربة في عام 2002 بيوم دولي للاحتفال بالتربة، تحت قيادة مملكة تايلند وفي إطار الشراكة العالمية من أجل التربة، دعمت منظمة الأغذية والزراعة الإنشاء الرسمي لليوم العالمي للتربة كمنصة توعية عالمية.
وأقر مؤتمر المنظمة بالإجماع اليوم العالمي للتربة في يونيو 2013 وطلب اعتماده رسميا في الدورة الثامنة والستين للجمعية العامة للأمم المتحدة، وفي ديسمبر 2013، استجابت الجمعية العامة للأمم المتحدة بتخصيص يوم 5 ديسمبر 2014 رسمياً كأول يوم عالمي للتربة.

### اليوم العالمي للتربة 2021
يهدف اليوم العالمي للتربة 2021، تحت شعار «وقف تملّح التربة وزيادة إنتاجيتها»، إلى زيادة الوعي بأهمية الحفاظ على النظم البيئية الصحية ورفاهية الإنسان من خلال مواجهة التحديات المتزايدة في إدارة التربة.

### اليوم العالمي للتربة 2020
يهدف اليوم العالمي للتربة 2020 تحت شعار «فلنحافظ على حيوية التربة لكي نحمي تنوعها البيولوجي» وكان يحتفل به في 105 دولة من خلال 780 الأحداث وصل عدد هائل من المقالات في الصحف الكبرى إلى 820 مليون شخص. جلبت مشاركة شخصيات بارزة وأسماء عائلية 350 مليون تفاعل على وسائل التواصل الاجتماعي في 5 ديسمبر 

### اليوم العالمي للتربة 2019
يهدف اليوم العالمي للتربة 2019 تحت شعار«أوقفوا انجراف التربة أنقذوا مستقبلنا» وكان يحتفل به في أكثر من 100 دولة من خلال 560 حدث، وصل عدد هائل من المقالات في الصحف الكبرى إلى 650 مليون شخص.

### اليوم العالمي للتربة 2018
يهدف اليوم العالمي للتربة 2018 تحت شعار«كن الحل لتلوث التربة». شارك في الاحتفالات عدد أكبر من أي وقت مضى، لنقل رسالة منظمة الأغذية والزراعة بشأن أهمية جودة التربة للأمن الغذائي والنظم الإيكولوجية الصحية ورفاهية الإنسان. احتفل اليوم العالمي للتربة 2018 بأربعة احتفالات رسمية وأكثر من 300 حدث في 90 دولة.

### اليوم العالمي للتربة 2017
يهدف اليوم العالمي للتربة 2017 تحت شعار«الاهتمام بالكوكب تبدأ من التربة». تم إطلاق خريطة الكربون العضوي للتربة العالمية (GSOCmap)، واعتمد 177 دولة قرار UNEA3 بشأن إدارة تلوث التربة  تتميز معرض صور اليوم العالمي للتربة السادس 2017 بصور ممتعة لأكثر من 200 حدث من حوالي 100 دولة. عقدت الاحتفالات الرسمية في  روما،  نيويورك،  نيروبي. شاركت الفاو في تنظيم أحداث في  سانتياغو وموسكو.

### اليوم العالمي للتربة 2016
خصصت منظمة الأغذية والزراعة / برنامج الأفضليات المعمم اليوم العالمي للتربة لعام 2016 تحت شعار«التربة والبقول: التكافل من أجل الحياة» 

### اليوم العالمي للتربة 2015
تم ترشيح منظمة الأغذية والزراعة لتنفيذ السنة الدولية للتربة 2015، في إطار الشراكة العالمية للتربة في منظمة الأغذية والزراعة. كان موضوع اليوم العالمي للتربة 2015 تحت شعار «التربة السليمة هي التربة الحية».

### اليوم العالمي للتربة 2014
«يمكن لمجتمع التربة أن يساهم حقًا في جهود الأمن الغذائي، والقضاء على الجوع، والتكيف مع تغير المناخ، والحد من الفقر، والتنمية المستدامة» هكذا بدأت منظمة الأغذية والزراعة وأمانة نظام الأفضليات المعمم كلمات الترحيب خلال «الاحتفال الرسمي الأول باليوم العالمي للتربة» اجتمع متخصصو التربة والسياسيون وكبار الخبراء وكبار المسؤولين من جميع أنحاء العالم في مقر منظمة الأغذية والزراعة للتأكيد على أهمية التربة خارج مجتمع علوم التربة.

### اليوم العالمي للتربة 2013 و 2012
وافق المؤتمر السابع والثلاثون لـمنظمة الأغذية والزراعة على يوم 5 ديسمبر باعتباره اليوم العالمي للتربة وطلب من الجمعية العامة للأمم المتحدة تقديم موافقتها النهائية، منذ ذلك الحين، أصبح لدى مجتمع التربة فرصة مهمة حيث تحتل التربة مكانة عالية في المناقشات العالمية.

## وصلات خارجيَّة
- اليوم العالمي للتربة: دور التقنيات النووية في وقف ملوحة التربة ودعم التعافي
- بمناسبة اليوم العالمي للتربة غدا.. التملّح خطر على الأمن الغذائي